# Beaumont (Texas)
Beaumont (/ˈboʊmɒnt/ BOH-mont) è un comune (city) degli Stati Uniti d'America e capoluogo della contea di Jefferson nello Stato del Texas. La popolazione era di 118 296 abitanti al censimento del 2010, il che la rende la 25ª città più popolosa dello stato. Fa parte dell'area metropolitana di Beaumont-Port Arthur. Situata nel Texas sud-orientale sul fiume Neches, si trova circa 90 miglia (140 km) ad est di Houston. Insieme a Port Arthur ed Orange, Beaumont forma il Golden Triangle, un'importante area industriale sulla costa del golfo del Texas.
Beaumont è stata fondata nel 1835. L'insediamento pionieristico aveva un'economia basata sullo sviluppo del legname, dell'agricoltura e dell'industria portuale. Nel 1892, Joseph Eloi Broussard aprì la prima riseria di successo commerciale in Texas, stimolando lo sviluppo della risicoltura nell'area; avviò anche una società di irrigazione (dal 1933 istituita come Lower Neches Valley Authority) per sostenere la coltura del riso. Il riso è diventato un'importante coltura di base in Texas ed è ora coltivato in 23 contee.
Un grande cambiamento avvenne nel 1901 con lo Spindletop gusher, che dimostrò che un enorme giacimento di petrolio si trovava sotto e adiacente alla città. Con Spindletop, diverse società energetiche si sono sviluppate a Beaumont, e alcune rimangono. L'area si sviluppò rapidamente come una delle principali aree di raffinazione petrolchimica del paese. Insieme a Port Arthur e Orange, Beaumont forma il Triangolo d'Oro, un'importante area industriale sulla costa del Golfo del Texas.
Beaumont è sede della Lamar University, un'università nazionale di ricerca di dottorato di Carnegie con 14.966 studenti, inclusi studenti universitari e post laurea. Nel corso degli anni, diverse società hanno avuto sede in questa città, tra cui Gulf States Utilities, che aveva la sua sede a Beaumont fino alla sua acquisizione da parte di Entergy Corporation nel 1994. La sede centrale di GSU Edison Plaza rimane l'edificio più alto di Beaumont.

## Geografia fisica
Secondo lo United States Census Bureau, la città ha una superficie totale di 222,31 km², dei quali 214,45 km² di territorio e 7,85 km² di acque interne (3,53% del totale).
Beaumont si trova sulla pianura costiera del Texas, a circa 30 miglia (48 km) nell'entroterra dal Golfo del Messico, 85 miglia (137 km) a est di Houston e appena a sud delle fitte foreste di pini del Texas orientale. La città è delimitata a est dal fiume Neches ea nord dal Pine Island Bayou. Prima di essere colonizzata, la zona era solcata da numerosi piccoli ruscelli. La maggior parte di questi corsi d'acqua da allora è stata riempita o convertita per scopi di drenaggio. L'isola di fronte al Riverfront Park si chiama Trinity Island. Ci sono anche altre tre isole nel fiume Neches intorno al centro/porto: Harbour, Smith e Clark. Beaumont è relativamente piatto rispetto ad altre città del Texas a 16 piedi sul livello del mare. A sud di Beaumont, Port Arthur si trova a soli 7 piedi sul livello del mare.

### Città e comunità
Diverse città e comunità sono state assorbite nella città di Beaumont. Questi includono: Amelia, fondata nel 1885 e incorporata in Beaumont nel 1956; Elizabeth, il deposito di Amelia fondato intorno al 1903 o dopo e annesso a Beaumont nel 1957; Elwood, fondata a volte alla fine del 1800, cambiò in Voth nel 1902 e annessa a Beaumont nel 1957; Guffey, l'ufficio postale è stato fondato nel 1901 e chiuso nel 1925 ma ora fa parte di Beaumont; Santa Anna, entrò a far parte di Beaumont quando fu fondata; Tevis Bluff, divenne parte di Beaumont quando fu fondata nel 1835.

### Clima
La città di Beaumont rientra nel regime di clima subtropicale umido e si trova nella regione di Piney Woods nel Texas orientale. L'area intorno a Beaumont riceve la maggior parte delle precipitazioni nello stato: più di 48 pollici (1.200 mm) all'anno. La città ha due stagioni distinte, una stagione umida da aprile a ottobre e una stagione secca da novembre a marzo. Anche gli uragani rappresentano una minaccia per la regione. L'uragano Rita nel 2005 e l'uragano Ike nel 2008 hanno entrambi causato danni significativi. Sia l'uragano Harvey nel 2017 che la tempesta tropicale Imelda nel 2019 hanno causato inondazioni storiche in tutta la città.
Il 18 agosto 2009, un tornado ha colpito il lato ovest di Beaumont, causando danni alle auto e a diverse attività commerciali locali. Le lesioni erano minime.
Sebbene le precipitazioni invernali siano insolite, si verificano. L'evento invernale significativo più recente che si è verificato è stato l'8 dicembre 2017, quando l'aeroporto regionale del sud-est del Texas ha registrato 3 pollici di nevicate. L'11 dicembre 2008 e il 4 dicembre 2009 sono stati anche giorni in cui Beaumont ha visto nevicate misurabili. La neve è caduta anche nell'area di Beaumont alla vigilia di Natale del 2004. Nel gennaio 1997, una grave e storica tempesta di ghiaccio ha colpito la regione, lasciando migliaia di persone senza elettricità e gravi danni agli alberi. In documenti non ufficiali, Beaumont ha ricevuto fino a 30 pollici di neve durante la bufera di neve del febbraio 1895 che ha colpito la costa del Golfo.
La regione di Beaumont-Port Arthur è stata storicamente citata come una delle aree urbane più inquinate degli Stati Uniti a causa di varie industrie energetiche e impianti chimici della zona. Anche così, a partire da luglio 2014, la regione di Beaumont-Port Arthur non era soggetta a restrizioni di mancato raggiungimento dell'Agenzia per la protezione dell'ambiente; tuttavia, le contee nell'area della Greater Houston, il metroplex di Dallas-Fort Worth e El Paso lo erano. A partire da ottobre 2014, l'area di Beaumont-Port Arthur non era soggetta a scadenze di conformità per il raggiungimento della qualità ambientale della Commissione del Texas. Indipendentemente da ciò, secondo un articolo pubblicato nel 2007 incentrato su Port Arthur, una città vicina a sud-est di Beaumont, si credeva che l'inquinamento avesse causato la malattia di alcuni residenti della zona. Ciò ha generato dibattiti in tutti i media locali.

## Storia
Nel 1824 Bobby e Nancy Tevis si stabilirono sulla riva occidentale del fiume Neches e svilupparono una fattoria. Poco dopo, una piccola comunità crebbe intorno alla fattoria, che fu chiamata Tevis Bluff o Neches River Settlement. Nel 1835 la terra di Tevis, insieme alla vicina comunità di Santa Anna (in totale, 50 acri (20 ha)), fu acquistata da Henry Millard (1796?-1844), Joseph Pulsifer (1805-1861) e Thomas Byers Huling (1804-1865). Cominciarono a progettare una città da costruire su questa terra. La loro partnership, J.P. Pulsifer and Company, controllava i primi 50 acri (200.000 m2) su cui è stata fondata la città. Questa città fu chiamata Beaumont, in onore di Mary Dewburleigh Barlace Warren Beaumont, moglie di Henry Millard. Hanno aggiunto più proprietà per un totale di 200 acri.
Beaumont divenne una città il 16 dicembre 1838. Il primo sindaco di Beaumont fu Alexander Calder. Dalla fondazione della città nel 1835, le attività commerciali includevano immobili, trasporti e vendite al dettaglio. Successivamente, sono state formate altre attività, in particolare nella costruzione e gestione di ferrovie, costruzione di nuovi edifici, vendita di legname e comunicazioni. Il porto di Beaumont è diventato un centro di spedizione regionale di successo. Beaumont era un piccolo centro per allevatori di bestiame e agricoltori nei suoi primi anni. Con un porto fluviale attivo dal 1880, divenne un'importante città di legname e riso. La città esportava il riso come prodotto di base. Il boom del legname di Beaumont, che raggiunse il suo apice alla fine del XIX secolo, fu stimolato dalla ricostruzione e dall'espansione delle ferrovie nello stato e nella regione dopo la guerra civile.
La riseria Beaumont, fondata nel 1892 da Joseph Eloi Broussard, è stata la prima riseria di successo commerciale in Texas. Inoltre, Broussard ha cofondato la Beaumont Irrigation Company nel 1898 per gestire un sistema di irrigazione per sostenere la coltura del riso. L'azienda, insieme ad altre quattro fondate nello stesso periodo, contribuì a stimolare l'espansione della coltivazione del riso da 1500 acri nel 1892 a 400.000 acri in 23 contee alla sua morte nel 1956. Le altre società erano The Port Arthur Rice and Irrigation Company, The McFaddin- Wiess-Kyle Canal Company, la Treadaway o Neches Canal Company e il complesso Taylors-Hillebrand. Le partecipazioni di quelle società hanno costituito la base per la Lower Neches Valley Authority istituita dal legislatore statale nel 1933.
L'ascesa dell'economia dei mulini di Beaumont ha attirato molti nuovi residenti in città, molti dei quali immigrati. Il primo uomo ebreo in città proveniva dalla Louisiana, altri emigrarono da altri luoghi del sud e furono raggiunti da immigrati. Hanno lavorato come mercanti e in una varietà di lavori nella città in crescita e nell'area degli allevamenti. Nel 1895 gli ebrei formarono la loro prima congregazione. All'inizio del XX secolo, la città era servita dal Pacifico meridionale; Kansas City meridionale, Atchison, Topeka e Santa Fe; e sistemi ferroviari del Missouri Pacific.
Il petrolio fu scoperto nella vicina Spindletop il 10 gennaio 1901. Spindletop divenne il primo grande giacimento petrolifero e uno dei più grandi della storia americana. Con la scoperta del petrolio a Spindletop, la popolazione di Beaumont è più che triplicata in due mesi da 9.000 nel gennaio 1901 a 30.000 nel marzo 1901. Il petrolio è, ed è sempre stato, una delle principali esportazioni della città e un importante contributo al PIL nazionale .
William Casper Tyrrell, soprannominato "Captain W.C.", era un importante uomo d'affari e magnate del petrolio della città all'inizio del XX secolo, sviluppando attività durante il Texas Oil Boom. Imprenditore della Pennsylvania e dell'Iowa, è arrivato dopo il gusher a Spindletop e ha investito nello sviluppo di un porto commerciale in città e di un sistema di irrigazione per sostenere l'industria del riso locale, nonché nello sviluppo residenziale e commerciale della proprietà suburbana. Era anche un filantropo. Ha acquistato e donato la First Baptist Church, la cui congregazione si era trasferita in una nuova struttura, da utilizzare come prima biblioteca pubblica della città, ora conosciuta come Tyrrell Historical Library.
Quando la città divenne un importante centro per la costruzione navale di difesa durante la seconda guerra mondiale, decine di migliaia di texani rurali emigrarono lì per i nuovi lavori ben pagati. L'amministrazione Roosevelt ordinò l'integrazione dell'industria della difesa e molti bianchi del sud lavorarono a stretto contatto con i neri per la prima volta. Gli alloggi erano scarsi nella città affollata e le tensioni razziali aumentarono. Nel giugno del 1943, dopo che i lavoratori del cantiere navale della Pennsylvania a Beaumont appresero che una donna bianca aveva accusato un uomo di colore di averla violentata, quasi 2.000 andarono nel carcere dove era detenuto un sospetto, attirando più uomini lungo la strada e raggiungendo un totale di 4.000 . Alla fine la folla bianca si ribellò per tre giorni, distruggendo i principali quartieri neri e uccidendo cinque persone. Nessuno è stato perseguito per le morti. La rivolta di Beaumont fu una delle tante nel 1943 incentrate sull'industria della difesa, tra cui Los Angeles, Detroit e Mobile, Alabama, nonché altre città in tutto il paese. Lo sconvolgimento sociale in tempo di guerra era simile alle rivolte in tempo di guerra che si erano verificate in altre parti del paese durante e dopo la prima guerra mondiale.
Durante gli anni della guerra, i cadetti degli aviatori della Royal Air Force, in volo dalla loro base di addestramento a Terrell, in Texas, volavano regolarmente a Beaumont su voli di addestramento. La comunità fungeva da sostituto degli inglesi per Parigi, in Francia, che era alla stessa distanza da Londra, in Inghilterra, di Beaumont da Terrell.
Negli anni del dopoguerra, il porto di Beaumont continuò ad essere importante. Come era tipico di altre città, la costruzione di autostrade del dopoguerra portò allo sviluppo di nuovi sobborghi e alla dispersione della popolazione in cerca di nuove abitazioni. Recentemente, c'è stato un rinnovamento nel centro di Beaumont e in altre zone della città.
Nel 1996, i tribunali della contea di Jefferson, con sede a Beaumont, sono diventati il primo tribunale della nazione a implementare l'archiviazione e la notifica elettronica degli atti giudiziari. Ciò ha eliminato la necessità per gli studi legali di stampare e spedire risme di documenti.
Nel 2005 e nel 2008, Beaumont e le aree circostanti hanno subito ingenti danni rispettivamente dall'uragano Rita e dall'uragano Ike. Le evacuazioni obbligatorie sono state emesse prima di entrambe le tempeste.

Nell'agosto 2017, Beaumont e le aree circostanti hanno subito gravi inondazioni a causa dell'uragano Harvey. A causa dell'inondazione, il Memorial Hermann Baptist Hospital ha evacuato tutti i suoi pazienti più acuti con l'aiuto degli elicotteri della Guardia Nazionale. Inoltre, molti residenti di Beaumont hanno dovuto essere salvati sia da barche che da elicotteri a causa delle inondazioni. A marzo 2019, molti residenti nell'area stanno ancora tentando di riprendersi dall'uragano.

## Società

### Evoluzione demografica
Secondo il censimento del 2010, la popolazione era di 118 296 abitanti.

### Etnie e minoranze straniere
Secondo il censimento del 2010, la composizione etnica della città era formata dal 39,77% di bianchi, il 47,28% di afroamericani, lo 0,55% di nativi americani, il 3,29% di asiatici, lo 0,03% di oceaniani, il 7,09% di altre razze, e l'1,99% di due o più etnie. Ispanici o latinos di qualunque razza erano il 13,44% della popolazione.

### Dati demografici
A partire dal censimento del 2010, c'erano 118 296 persone, 45.648 famiglie e 28.859 famiglie residenti in città. La densità di popolazione era di 1.339,4 persone per miglio quadrato (517,2 / km2). C'erano 48 815 unità abitative con una densità media di 574,2 per miglio quadrato (221,7/km2). La composizione razziale della città era il 33,5% di bianchi non ispanici, il 47,3% di afroamericani, lo 0,0% di nativi americani, il 3,3% di asiatici, lo 0,0% di isolani del Pacifico, il 7,1% di altre razze e il 2,0% di due o più razze. Ispanici o latini di qualsiasi razza erano il 13,4% della popolazione.
C'erano 45.648 famiglie, di cui il 28,9% aveva figli di età inferiore ai 18 anni che vivevano con loro, il 38,7% erano coppie sposate che vivevano insieme, il 19,2% aveva una donna capofamiglia senza marito presente e il 36,8% non erano famiglie. Il 30,7% di tutte le famiglie era composto da individui e il 10,0% aveva qualcuno che viveva da solo di 65 anni o più. La dimensione media della famiglia era 2,48 e la dimensione media della famiglia era 3,12.
In città la popolazione era distribuita, con il 28,3% di età pari o inferiore a 19 anni, l'8,5% di età compresa tra 20 e 24 anni, il 25,8% di età compresa tra 25 e 44 anni, il 25,2% di età compresa tra 45 e 64 anni e il 10,5% di età compresa tra i 65 anni. o più vecchio. L'età media era di 34,4 anni. Per ogni 100 femmine, c'erano 95 maschi. Per ogni 100 femmine di 18 anni e più, c'erano 92,7 maschi.
Il reddito medio per una famiglia in città era di $ 39.699, secondo l'American Community Survey (5 anni), e il reddito medio per una famiglia era di $ 49.766. Il reddito pro capite per la città era di 23.137 dollari. Circa il 17,6% delle famiglie e il 22,1% della popolazione erano al di sotto della soglia di povertà.

## Economia
Un elemento significativo dell'economia della regione è il porto di Beaumont, il quarto porto marittimo della nazione per stazza. L'842d Transportation Battalion e il 596th Transportation Group sono entrambi di stanza al porto di Beaumont.
Oltre alle aziende che operano entro i limiti della città, diversi grandi impianti industriali si trovano entro i confini della giurisdizione extraterritoriale di cinque miglia della città, tra cui la raffineria ExxonMobil Beaumont e gli impianti chimici, l'impianto chimico Goodyear Beaumont e l'impianto chimico DuPont.
Jason's Deli ha sede a Beaumont. Conn's Appliances aveva il suo quartier generale a Beaumont; tuttavia, a metà del 2012, Conn's ha trasferito la sua sede aziendale a The Woodlands. Originariamente la Sweet Leaf Tea Company aveva la sua sede a Beaumont. La sede si è trasferita ad Austin nell'ottobre 2003.

## Amministrazione

### Gemellaggi
- Beppu